# Bernhard Loibner

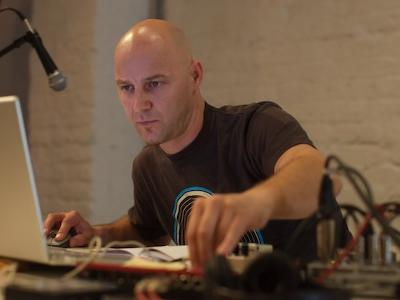
Bernhard Loibner in Kapstadt, 2007

Bernhard Loibner (* 22. Juni 1965 in Sankt Veit an der Glan, Kärnten) ist ein österreichischer Komponist, Musiker elektronischer Musik und Medienkünstler.

## Leben
Zu seiner künstlerischen Arbeit gehört, neben  Livekonzerten elektronischer Musik, sowohl Kompositionen für zeitgenössischen Tanz und Theater als auch Video, Film und Radio. Neben den musikalischen Kompositionen hat er seine Arbeit in den audiovisuellen Bereich erweitert. Seine experimentelle elektronische Musik und audiovisuellen Stücke („visuelle Musik“) wurden bei Konzerten, Aufführungen und für Verfilmungen gespielt.
Seine Arbeit wird geprägt durch die Verwendung von elektronischer Livemusik und den Einsatz des Computers als eigenständiges Instrument. Die dabei entstehenden vielfältigen Klangstrukturen reichen von Stille bis Lärm. Ein weiterer Aspekt seines Schaffens ist die Kombination verschiedener medialer Ausdrucksformen. Er beschäftigt sich mit der Entwicklung eigener Software für Komposition und Tongestaltung. Programmierung und Komposition bzw. Tongestaltung versteht er dabei als zwei Betrachtungsweisen desselben Vorgangs.
Zu seinen Gemeinschaftswerken gehören Werke des Duos „Nerve Theory“, das mit dem US-amerikanischen Videokünstler Tom Sherman in den Bereichen Klang, Video und Stimme tätig ist, sowie gemeinsame Konzerte mit Musikern wie Karlheinz Essl, O. Blaat, Bernhard Gál, João Castro Pinto u. a. Auftragsarbeiten umfassen Musik für mehrere Filme der Regisseurin Mara Mattuschka, Performances des austro-französischen Kollektivs Supermas und für den Österreichischen Rundfunk ORF.
Seine Musik und seine Videos wurden auf CD und DVD veröffentlicht. Teilnahme an zahlreichen Festivals u. a. Ars Electronica (Linz), Elektra (Montreal), Stuttgarter Filmwinter, ZAC 99 (Paris), Cybersonica (London), Arsonica (Sevilla), Generator (Wien) und Unsound (Krakau).